# Julien Fouchard
Pour les articles homonymes, voir Fouchard.
Julien Fouchard, né le 20 août 1986 à Coutances, est un coureur cycliste français, professionnel chez Cofidis de 2010 à 2014.

## Biographie
Julien Fouchard remporte en 2008 le Circuit du Morbihan, la troisième étape du Tour Nivernais Morvan et l'épreuve espoirs du Chrono des Herbiers. Il échoue de peu lors du sprint de Paris-Tours espoirs et doit se contenter de la troisième place derrière Tony Gallopin et Romain Zingle. 
Il gagne en 2009 le Tour de Bretagne et termine quatrième des Boucles de la Mayenne. Ses bonnes performances lui permettent d’être engagé comme stagiaire chez Cofidis, tout comme Arnaud Molmy et Benjamin Giraud, à partir du 1er août 2009. Il passe professionnel en 2010 chez Cofidis.
En mai 2010, il participe à son premier grand tour, le Tour d'Italie. Échappé en compagnie de Jérôme Pineau, Yukiya Arashiro et Paul Voss lors de la 5e étape, il prend la deuxième place. Il fait partie également du groupe de 56 coureurs qui parviennent à s'échapper sur la route de L'Aquila lors de la 11e et plus longue étape de ce Giro.
Le 1er août 2014, Cofidis annonce qu'elle se sépare de Julien Fouchard à la fin de sa saison 2014. Il ne retrouve pas d'équipe et décide d'arrêter sa carrière afin de préparer sa reconversion professionnelle.
Fort de ses expériences, Julien a lié ses trois domaines de compétences pour se reconvertir: la gestion (il est titulaire d'une Licence, un Master universitaire et un d'un Master International en Management du Sport), le sport (son ancien métier prenait place au croisement de l'événementiel, la communication, la performance) et la stratégie (il a notamment mis en place des KPI permettant le management par objectif afin de faire monter son équipe en compétences tout au long d'une saison et gagner le Tour de Bretagne).

## Palmarès
| - 2007 - Manche-Océan - 2008 - Champion de France universitaire - Circuit du Morbihan - 3e étape du Tour Nivernais Morvan - Chrono des Nations-Les Herbiers-Vendée espoirs - 3e de Redon-Redon - 3e de la Ronde mayennaise - 3e de Paris-Tours espoirs - 3e de Paris-Connerré | - 2009 - Tour de Bretagne : - Classement général - 2e étape - Circuit des plages vendéennes : - Classement général - 2e étape - Grand Prix de Fougères - Tour du Léon - 2e des Deux Jours cyclistes de Machecoul |

## Résultats sur les grands tours

### Tour de France
1 participation
- 2012 : 149e

### Tour d'Italie
1 participation
- 2010 : 119e

### Tour d'Espagne
1 participation
- 2011 : 137e

## Classements mondiaux
| Année                  | 2008 | 2009 | 2010 | 2011 | 2012 | 2013 | 2014 |
| ---------------------- | ---- | ---- | ---- | ---- | ---- | ---- | ---- |
| Calendrier mondial UCI |      |      | 182e |      |      |      |      |
| UCI Europe Tour        | 711e | 169e | 836e |      |      | 517e | 445e |